# Ray Barrett
Raymond Barrett (1952-agosto de 2000) fue un atleta paralímpico australiano indígena que quedó parapléjico tras un accidente automovilístico. Antes de esto, fue un campeón juvenil en deportes para atletas sin discapacidad. Fue medallista de bronce en los Juegos Paralímpicos de 1972 en Heidelberg, Alemania, triunfador en los Juegos Stoke Mandeville en Inglaterra, los Juegos Parapléjicos de la Mancomunidad, los Juegos Parapléjicos y Cuadripléjicos Nacionales, los Juegos FESPIC y los ensayos de selección de Estado. Un complejo deportivo en Sutherland Shire lleva su nombre en su honor.

## Biografía
Raymond Barrett nació en 1952. Asistió a la guardería infantil Woolloomooloo durante sus años preescolares. Su madre Barbara Evans, su abuelo Charles Merritt y su bisabuela Emily Wedge eran nativos australianos del pueblo Wiradjuri, parte de las familias de agricultores aborígenes en Blakney y Pudman Creeks, Nueva Gales del Sur.
En 1965, mientras conducía su bicicleta a casa desde la secundaria Heathcote High School en Nueva Gales del Sur, fue atropellado por un automóvil y quedó parapléjico, requiriendo el uso de silla de ruedas a los 13 años de edad. Después de pasar doce meses en el hospital, regresó a casa para ser atendido por su madre, Barbara, y su padrastro Robert (Bob) Evans. Antes del accidente, fue campeón de arco y miembro del Sutherland Shire Athletic Club. Rompió récords que se mantuvieron durante nueve años en lanzamiento de disco y bala, así como carreras de larga distancia y sprints. Después de su alta del hospital, se unió a la Asociación Parapléjica de Nueva Gales del Sur. Debido a problemas con los accesos en la secundaria a la que asistió, completó su educación en Lakemba School for the Handicapped en los suburbios de Sídney. Más tarde se entrenó bajo un esquema conducido por la Organización de Trabajadores Discapacitados de Nueva Gales del Sur.
El complejo deportivo de Port Hacking High School, Miranda, un suburbio de Sídney, fue llamado 'The Ray Barrett Field' en reconocimiento a su desempeño. Construido en un área del campus de la escuela que originalmente era un páramo, se usaron 200,000 metros cúbicos de relleno, tomados de excavaciones locales, para llenar el sitio. Los planos agregados en 1974 incluían una pista de atletismo de 6 metros alrededor del perímetro del complejo. En la ceremonia de plantación de árboles en 1977, los alumnos plantaron 60 árboles alrededor del perímetro de The Ray Barrett Field que estuvo disponible para todos los deportes de la comunidad.
Barret, junto con la australiana indígena Tracy Barrell, fue honrado en el libro de celebración del centenario de la Comarca Sutherland 1906-2006.

## Carrera
Funciones oficiales señalados en su carrera deportiva incluyen ser: funcionario del Sutherland Athletic Club y cronometrador de la Asociación Atlética de Nueva Gales del Sur, cronometrador de 'gente capaz' de la Nacional de Juegos de Melbourne Australia, designado agente para los Juegos de la Mancomunidad británica en los ensayos de selección de octubre de 1973.

Ray Barrett (derecha) posa con el paralímpico de Nueva Gales del Sur Terry Giddy.

Los atletas que competirían en los Juegos Paralímpicos de verano de 1972 celebrados en Heidelberg, Alemania, requirieron asistencia financiera de $ 1800 para ser elegibles para asistir a los Juegos. Barrett se contactó con el Club Internacional de Leones de Engadine, Nueva Gales del Sur, Australia, que organizó un evento de recaudación de fondos en el Club de la Liga de Servidores Devueltos (RSL) y recaudó $ 1000. Al darse cuenta de que se necesitaba financiación adicional, el club hizo un llamamiento al Consejo Sutherland Shire y a todas las organizaciones locales y personas interesadas de Sutherland Shire, un área del gobierno local de Sídney, para apoyar al Fondo Olímpico Raymond Barrett.
También escribió a cincuenta compañías en busca de patrocinio pero no obtuvo respuesta. Se contactó con Jack Griffiths, Gerente de Promoción de Westfield Shopping Town, Miranda Fair, Miranda, un suburbio de Sídney, quien celebró una competencia en la que la industria minorista del centro comercial proporcionó el premio. Barrett vendió boletos para el sorteo durante toda la competencia y presentó el premio de un reloj de oro Seiko. La generosidad de esta comunidad para ayudar con los fondos necesarios se reconoció en un evento comunitario al que asistió el Gobernador general de Australia.

### Principales eventos deportivos
- 1970 en los Juegos Parapléjicos y Cuadripléjicos Nacionales en Melbourne, ganó 9 medallas de oro en varios deportes, y fue seleccionado como "cronometrador" del atletismo para los Juegos Nacionales sin discapacidades de Melbourne. A los 18 años compitió en los Terceros Juegos Parapléjicos de la Mancomunidad en Edimburgo, Escocia, ganando dos medallas de plata en carrera de silla de ruedas y una de bronce en baloncesto en silla de ruedas.[15] El éxito sobresaliente de Barrett en los Juegos Nacionales le valió la selección para los Juegos de la Mancomunidad. Del equipo de veinte miembros seleccionados, fue el único atleta de Sutherland Shire elegido para competir en los Juegos.[4]
- 1972 en los 14º Juegos anuales parapléjicos y cuadripléjicos, 8–14 de abril, eventos de clase 2, obtuvo el primer lugar en lanzamiento de bala; carrera de silla de ruedas y eslalon. En los Juegos Paralímpicos de verano de 1972, ganó una medalla de bronce en los 100 metros en silla de ruedas y quedó en quinto lugar en Eslalon.[16]
- 1973 en los Juegos parapléjicos y cuadripléjicos de atletismo celebrados en Adelaida, Australia del Sur, Clase 2, obtuvo el primer lugar en jabalina de precisión, derrotando a Frank Ponta por 4 puntos; ocupó el segundo lugar en lanzamiento de bala y fue tercero en lanzamiento de disco.[17] En los Juegos Parapléjicos y Cuadripléjicos Nacionales, Holroyd, Nueva Gales del Sur, del 18 al 24 de marzo, ocupó el segundo lugar en los 100 metros de velocidad, derrotando a Frank Ponta. Obtuvo la medalla de oro en el evento 4 x 100 metros relevos masculino y medalla de plata en esgrima. En su primer evento competitivo en Rifle, de 21 competidores, terminó décimo. También ganó la medalla de oro en eslalon.[18] Los informes históricos señalaron que se rompieron nuevos récords mundiales en la Clase 2 de los 100 metros de carrera en silla de ruedas.[19]
- 1974 en los cuartos Juegos Parapléjicos de la Mancomunidad celebrados en Dunedin, Nueva Zelanda, Barrett ganó medallas de oro, plata y bronce y estableció récords mundiales en los tres eventos de carrera en silla de ruedas y una medalla de bronce en baloncesto en silla de ruedas.[20]
- 1974 en los Juegos Internacionales Stoke Mandeville, Inglaterra ganó el oro en la carrera de silla de ruedas, bronce en  baloncesto de silla de ruedas y eslalon.

Barrett compitió en otros juegos mientras viajaba por Europa después de los Juegos Stoke Mandeville de 1974, ganando una medalla de oro en la competencia de deportes para discapacitados en Holanda. Tanto él como su amigo, el paralímpico Hugh Patterson, quien viajó con él, fueron invitados a entrenar al baloncesto en silla de ruedas en Basilea, Suiza.
Después de su regreso a casa desde Europa, ambos estuvieron involucrados en un accidente automovilístico. Barrett quedó tetrapléjico incompleto con daño en el tallo cerebral y después de dos años en el hospital, regresó a su hogar en Heathcote. Más tarde se mudó a Gold Coast, Queensland, Australia, donde vivió al cuidado de sus padres. Murió en agosto de 2000, treinta y cinco años después de su primer accidente.